# Michael Levey
Pour les articles homonymes, voir Levey.
Michael Vincent Levey (8 juin 1927 - 28 décembre 2008) est un historien d'art anglais, directeur de la National Gallery de Londres de 1973 à 1986.

## Biographie
Levey naît à Wimbledon et grandit à Leigh-on-Sea, Essex. Il fréquente The Oratory School (en), un pensionnat catholique près de Reading. Il est appelé au service national en 1945 qu'il sert en grande partie en Égypte. Après sa démobilisation en 1948 Levey s'inscrit au Collège d'Exeter à Oxford pour étudier l'anglais; il est diplômé avec les honneurs de première classe après deux ans d'étude seulement.
En 1951 Levey rejoint la National Gallery comme assistant du conservateur, Martin Davies. Il combine des tâches administratives avec le travail scientifique et produit en 1956 son premier catalogue consacré aux peintures italiennes du XVIIIe siècle du musée, en 1956. Dans les années 1960, des livres d'art à prix abordable avec des reproductions en couleurs pour le grand public commencent à apparaître et Levey est chargé d'écrire un aperçu de la peinture occidentale pour la série World of Art de l'éditeur Thames & Hudson. L'ouvrage qui en résulte, A Concise History of Painting: From Giotto to Cézanne (1962), demeure un aperçu classique de l'histoire de l'art européen de l'introduction de la perspective en Italie aux débuts de l'art moderne au début du XXe siècle.
De 1963 à 1964, Levey est titulaire de la chaire Slade pour l'enseignement des beaux-arts à l'Université de Cambridge; ses conférences sont publiées sous le titre From Rococo to Revolution en 1966. The Early Renaissance, écrit un an plus tard, est considéré comme un nouveau jalon dans l'édition d'art populaire. C'est le premier ouvrage de non-fiction à recevoir le prix Hawthornden de littérature. Levey est nommé vice-conservateur de la National Gallery en 1966, conservateur en 1968 et directeur en 1973. Il est anobli en 1981.
Il renonce à son mandat d'administrateur pour s'occuper de sa femme, la romancière et critique Brigid Brophy, après qu'un diagnostic ait révélé une sclérose en plaques en 1985; la maladie finit par l'emporter. Brophy et Levey étaient mariés depuis 1954.
Levey était un défenseur émérite de la British Humanist Association.

## Sélection de publications
- 1959 : The German School. National Gallery Catalogues, London 1959
- 1962 :  A Concise History of Painting: From Giotto to Cézanne. World of Art Series. Thames & Hudson, London,  (ISBN 0-500-20024-6).
- 1964 : Dürer, Weidenfeld and Nicolson, London
- 1965 : From Rococo to Revolution: Major Trends in Eighteenth-Century Painting. World of Art Series. Thames & Hudson, London
- 1967 : The Early Renaissance. Penguin
- 1968 : A History of Western Art. Oxford University Press, Oxford.  (ISBN 0-27543430-3).
- 1971 : Painting at Court. Weidenfeld and Nicolson, London
- 1971 : The Life and Death of Mozart. Weidenfeld and Nicolson, London.  (ISBN 0-297-00477-8).
- 1985 : Kenneth Mackenzie Clark (1903-1983). Oxford University Press, Oxford 1985
- 1986 : Giambattista Tiepolo. His Life and Art. Yale University Press, New Haven, Connecticut

in Oxford Dictionary of National Biography (ODNB)
- 1985 : Sir Thomas Lawrence (1769-1830), Oxford University Press, Oxford 2000,  (ISBN 0-19-861411-X).

## Source de la traduction
- (en) Cet article est partiellement ou en totalité issu de l’article de Wikipédia en anglais intitulé « Michael Levey » (voir la liste des auteurs).